# Culicoides histrio
Culicoides histrio är en tvåvingeart som beskrevs av Oskar Augustus Johannsen 1946. Culicoides histrio ingår i släktet Culicoides och familjen svidknott. Inga underarter finns listade i Catalogue of Life.